# Karl-Werner Schulte

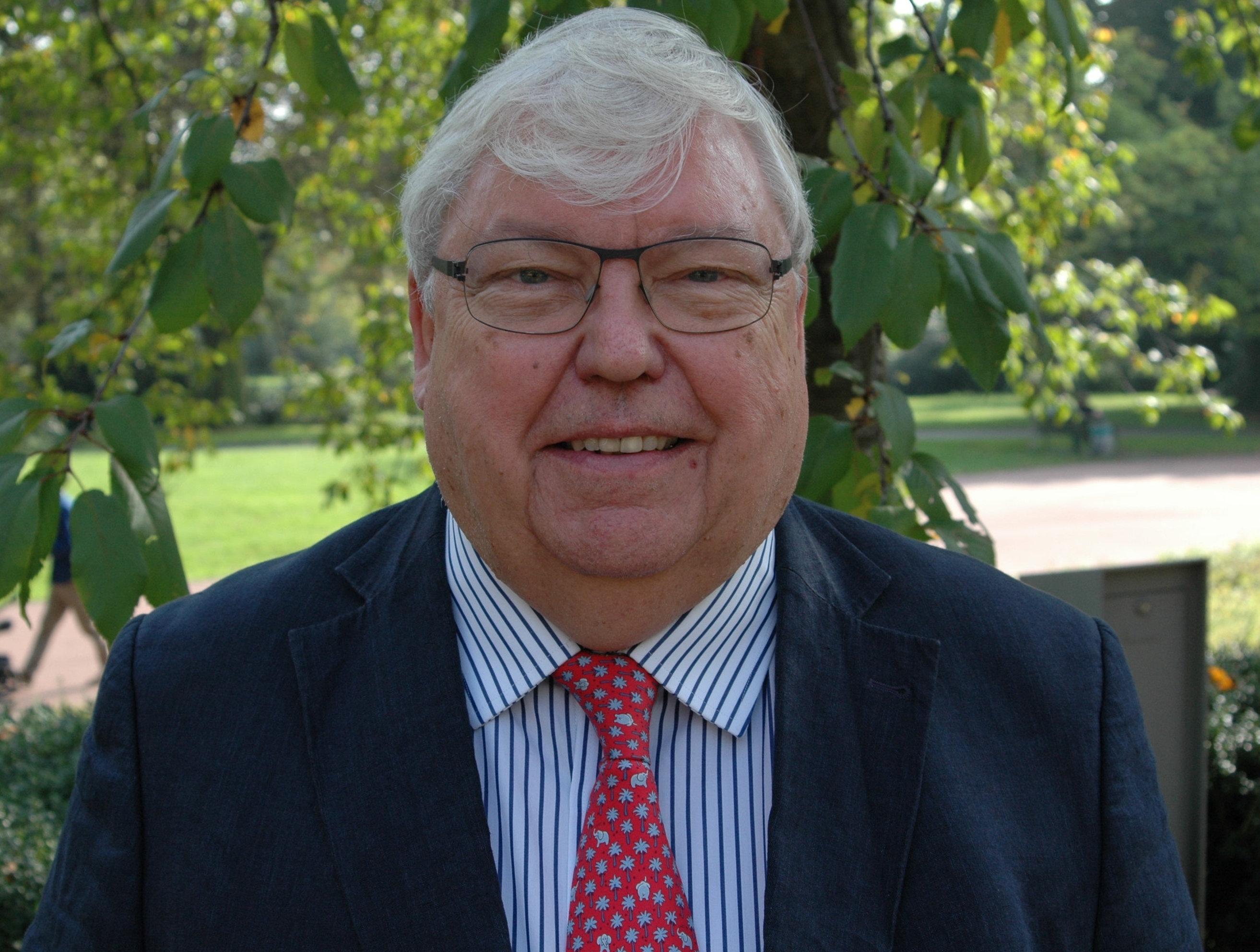
Karl-Werner Schulte (2014)

Karl-Werner Schulte (* 8. Juni 1946 in Warstein) ist ein deutscher Professor für Immobilienwirtschaft an der International Real Estate Business School (IREBS) der Universität Regensburg. Er war Gründer wissenschaftlicher Leiter der EBS Immobilienakademie und geschäftsführender Gesellschafter der IREBS Immobilienakademie.

## Leben
1970 schloss Karl-Werner Schulte sein Studium der Betriebswirtschaftslehre als Diplom-Kaufmann an der Universität Münster ab. Im Jahr 1974 wurde er dort mit einer Arbeit über Optimale Nutzungsdauer und optimaler Ersatzzeitpunkt bei Entnahmemaximierung zum Dr. rer. pol. promoviert. Schulte ist Schüler von Helmut Koch, dem ersten Schüler von Erich Gutenberg, dem Begründer der Betriebswirtschaftslehre in Deutschland. In dieser Tradition hat Schulte in seiner wissenschaftlichen Laufbahn zunächst vor allem auf den Gebieten Investitionstheorie, insbesondere Entwicklung der Methode Vollständiger Finanzpläne, und Rechnungswesen, insbesondere externe Rechnungslegung, geforscht. 1986 wurde er von der European Business School (ebs) (heute: EBS Universität für Wirtschaft und Recht) auf den Lehrstuhl für Investition und Finanzierung berufen. Dort gründete er das Institut für Finanzmanagement, die ebs Finanzakademie sowie die ebs Management Academy und war viele Jahre deren Geschäftsführer und Wissenschaftlicher Leiter.
Anfang der 1990er Jahre vollzog Schulte eine grundlegende Neuorientierung in Lehre und Forschung, indem er sich dem von ihm so benannten Fachgebiet Immobilienökonomie zuwandte. Schulte gilt damit für viele als Begründer der interdisziplinären Lehre und Forschung für die Immobilienwirtschaft an Hochschulen im deutschsprachigen Raum. Er wies selbst stets darauf hin, dass der Begriff „Immobilienökonomie“ im Sinne der international gebräuchlichen „Real Estate Studies“ aufzufassen ist, aber auch für den von ihm verfolgten interdisziplinären Ansatz des Fachgebietes steht. In der Folge entwickelten sich an einigen weiteren Hochschulen ähnliche Lehr- und Forschungsgebiete, wie z. B. in Berlin, Leipzig, Dortmund, Regensburg, Kaiserslautern, Weimar und Aschaffenburg. 1990 gründete Schulte zusammen mit seiner Ehefrau Dr. Gisela Schulte-Daxbök die EBS Immobilienakademie und war rund 15 Jahre deren wissenschaftlicher Leiter. 1994 übernahm er den Stiftungslehrstuhl Immobilienökonomie, der von Unternehmen der Immobilien-, Finanz- und Bauwirtschaft finanziert wurde. Unter seiner Leitung wurde durch die Berufung weiterer Professoren das ebs Department of Real Estate aufgebaut. Schulte war auch Mit-Initiator und wissenschaftlicher Leiter des 2003 in Zürich gegründeten Center for Urban and Real Estate Studies (CUREM).
Im Jahre 2006 wechselten vier von sechs Professuren von der European Business School an die Universität Regensburg. Dort initiierte Schulte den Aufbau der IREBS International Real Estate Business School. Bis zum Eintritt in den Ruhestand 2011 war er auch Geschäftsführer und Wissenschaftlicher Leiter der IREBS Immobilienakademie. Als Honorarprofessor für Immobilienwirtschaft ist er nach wie vor am IREBS Institut für Immobilienwirtschaft aktiv. Zu seinen Ehren und aus Anlass seines 70. Geburtstag hat die IREBS International Real Estate Business School ein Symposium zum Thema Real Estate Research & Practice – Past, Present and Future veranstaltet.
Seine langjährigen Erfahrungen in Immobilienlehre und -forschung bringt Schulte jetzt für Universitäten, wissenschaftliche Organisationen und Immobilienforscher in Afrika ein. Seinen neuen Arbeitsschwerpunkt bildet „African Real Estate Research“. Er ist Editorial Board Member des gleichnamigen Journals, betreut Promotionsvorhaben und Master-Arbeiten und ist Academic Director des IREBS Competence Center for African Real Estate Research. Schulte ist auch Gründer der gemeinnützigen Stiftung "IREBS Foundation for African Real Estate Research", die afrikanische Universitäten bei der Entwicklung von Immobilienstudiengängen sowie Doktoranden und Master-Studierende unterstützt. Das Research Center und die Foundation arbeiten eng mit der AfRES African Real Estate Society zusammen.
Schulte war über viele Jahre Herausgeber der Zeitschrift für Immobilienökonomie (ZIÖ), des ersten wissenschaftlichen Real Estate Journal im deutschsprachigen Raum, sowie Mitglied im Editorial Board mehrerer internationaler Academic Real Estate Journals.
Er hat einige Organisationen der Immobilienwirtschaft (mit-)gegründet:
- die gif Gesellschaft für immobilienwirtschaftliche Forschung
- die ERES European Real Estate Society
- das ULI Urban Land Institute Germany
- die IPD Deutschland, vormals DID Deutsche Immobilien Datenbank, heute Teil der MSCI
- die ICG Initiative Corporate Governance der deutschen Immobilienwirtschaft e. V., heute Institut für Corporate Governance[7]
- die WFVI Wissenschaftliche Vereinigung zur Förderung des Immobilienjournalismus e. V., aufgelöst im Jahre 2020[8]

Ferner übte er Aufsichtsrats-, Beiratsmandate und Beratungsmandate bei namhaften Immobilienunternehmen und -organisationen aus.

## Schülerinnen und Schüler
Karl-Werner Schulte hat rund 75 Doktorandinnen und Doktoranden zur Promotion geführt. 17 von ihnen sind zum Professor bzw. zur Professorin ernannt worden:
- Jenny Arens, Duale Hochschule Baden-Württemberg
- Stephan Bone-Winkel, Universität Regensburg
- Petra Brockhoff, Universität Duisburg-Essen
- Christian Focke, TH Aschaffenburg
- Michael Hauer, Hochschule Amberg-Weiden
- Kerstin H. Hennig, Frankfurt School of Finance & Management, (Vormals EBS Universität für Wirtschaft und Recht)
- Gerrit Leopoldsberger, Hochschule für Wirtschaft und Umwelt Nürtingen-Geislingen
- Ulrich Nack, EBZ Business School
- Andrea Pelzeter, Hochschule für Wirtschaft und Recht Berlin
- Jeannette Raethel, Hochschule für Wirtschaft und Recht Berlin
- Verena Rock, TH Aschaffenburg
- Nico B. Rottke, EBS Universität für Wirtschaft und Recht (bis 2015)
- Wolfgang Schäfers, Universität Regensburg
- Peter Schaubach, EBS Universität für Wirtschaft und Recht
- Ramón Sotelo, Bauhaus-Universität Weimar
- Matthias Thomas, EBS Universität für Wirtschaft und Recht (bis 2010)
- Rolf Tilmes, EBS Universität für Wirtschaft und Recht

## Auszeichnungen
Schulte erhielt einige wichtige Auszeichnungen. Er ist die einzige Person, die zu Lebzeiten alle drei von der International Real Estate Society (IRES) zu vergebende Awards erhalten hat.
- 1999: International Real Estate Society (IRES) Service Award[9]
- 2001: European Real Estate Society (ERES) Achievement Award
- 2005: Award of Excellence des German Council of Shopping Centers e. V.[10]
- 2008: ULI Germany Leadership Award[11]
- 2009: Immobilienmanager Lifetime Award[12]
- 2011: American Real Estate Society (ARES) Pioneer Award[13]
- 2011: Auszeichnung „Köpfe 2011“ des Fachmagazins Immobilienwirtschaft als einer von zwölf Managern der Immobilienwirtschaft[14]
- 2013: International Real Estate Society (IRES) Corporate Leadership Award for the IREBS Foundation for African Real Estate Research
- 2013: ERES Honorary Membership
- 2015: Chief of the African Real Estate Society (AfRES)
- 2016: International Real Estate Society (IRES) Achievement Award[15]
- 2016: IRES Special Recognition Award
- 2023: African Real Estate Society (AfRES) Corporate Leadership Award for the IREBS Foundation for African Real Estate Research
- 2024: Auszeichnung „One out of 10 German African Think-Tanks“ des Informationsdienstes Table.Africa Professional Briefings
- 2024: European Real Estate Society (ERES) Service Award

Die Universität Regensburg verlieh ihm die Würde eines Ehrenmitglieds, die höchste Auszeichnung, die die Universität Regensburg zu vergeben hat.

## Ehrenmitgliedschaften
Darüber hinaus wurde Karl-Werner Schulte von folgenden Institutionen, Organisationen und Gesellschaften zum Ehrenmitglied ernannt:
- RICS Royal Institution of Chartered Surveyors (HonRICS)
- FPSB Financial Planning Standards Board (HonCFP)
- Alumni-Organisationen IMMOEBS and IREBS CORE
- gif - Gesellschaft für Immobilienwirtschaftliche Forschung e. V
- ERES European Real Estate Society
- AfRES African Real Estate Society
- Alumni Ardhi University, Tanzania
- Universität Regensburg.[17]

## Schriften (Auswahl)

### Als Autor
- Optimale Nutzungsdauer und optimaler Ersatzzeitpunkt bei Entnahmemaximierung. (= Schriften zur wirtschaftswissenschaftlichen Forschung. Band 89). Anton Hain Verlag, Meisenheim 1975, ISBN 3-445-01215-6. (Zugleich Münster, Dissertationsschrift).
- Wirtschaftlichkeitsrechnung. 1. Auflage. Physica-Verlag, Würzburg 1978, ISBN 3-7908-0202-6. (4. Auflage. 1986, ISBN 3-7908-0342-1)
- Aktienrechtliche Rechnungslegung im Spiegel der Geschäftsberichte. Physica-Verlag, Würzburg 1984.
- Bilanzpolitik und Publizitätsverhalten deutscher Aktiengesellschaften - Derzeitige Praxis und erwartete Auswirkungen des Bilanzrichtlinien-Gesetzes. Verlag Eul, Bergisch Gladbach 1986.

### Als Herausgeber
- Immobilienökonomie
  - Bd. 1: Betriebswirtschaftliche Grundlagen. 5. Auflage. De Gruyter Oldenbourg, Berlin/Boston 2016, ISBN 978-3-486-71255-1.(die 5. Auflage zusammen mit Stephan Bone-Winkel und Wolfgang Schäfers).
  - Bd. 2: Rechtliche Grundlagen. 3. Auflage. Oldenbourg, München 2013, ISBN 978-3-486-71359-6.
  - Bd. 3: Stadtplanerische Grundlagen. 2. Auflage. Oldenbourg, München 2012, ISBN 978-3-486-59754-7.
  - Bd. 4: Volkswirtschaftliche Grundlagen. Oldenbourg, München 2008, ISBN 978-3-486-58281-9.
- Real Estate Education Throughout the World. Past, Present and Future. Sponsored by EBS and ARES. Kluwer, Boston 2002, ISBN 0-7923-7553-X (Nachdruck 2013).

Schulte gab die Dissertationsreihe Schriften zur Immobilienökonomie heraus (66 Bände). Ab Band 67 wird die Reihe als Schriften zur Immobilienökonomie und Immobilienrecht fortgeführt und von den Professoren der IREBS herausgegeben.